# Amtsgericht Zabern

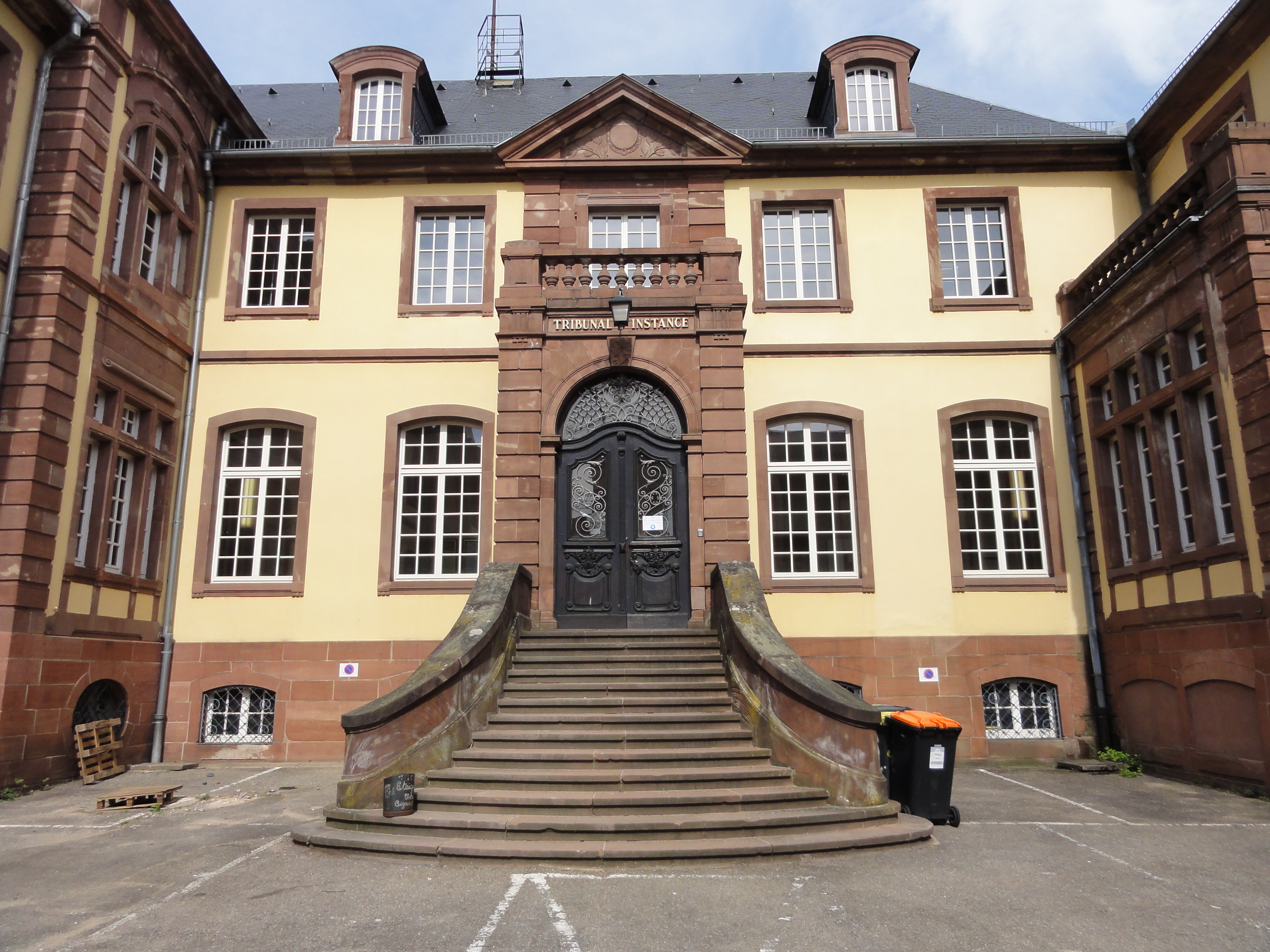
Amtsgerichtsgebäude

Das Amtsgericht Zabern war ein deutsches Amtsgericht mit Sitz in Zabern in den Jahren von 1879 bis 1918.

## Geschichte
Zabern war Sitz eines französischen Friedensgerichts. Nach der Abtretung Elsass-Lothringens im Frieden von Frankfurt an das Deutsche Reich 1871 wurde die Gerichtsstruktur mit dem Gesetz, betreffend Abänderung der Gerichtsverfassung vom 14. Juli 1871 und der Ausführungsbestimmung hierzu vom gleichen Tag neu geregelt. Dabei wurden die Friedensgerichte beibehalten. Durch Verordnung des Reichskanzlers vom 7. August 1871 wurde das Friedensgericht Maursmünster aufgehoben und sein Sprengel dem Friedensgericht Zabern zugeordnet.
Im Rahmen der Reichsjustizgesetze wurden 1879 die Friedensgerichte im Reichsland Elsass-Lothringen aufgehoben und Amtsgerichte gebildet. Das Amtsgericht Zabern war dem Landgericht Zabern nachgeordnet.
Am Gericht bestand 1880 eine Richterstelle. Das Amtsgericht war ein kleines Amtsgericht im Landgerichtsbezirk.
Der Gerichtsbezirk umfasste 1895 den Kanton Zabern mit 252 Quadratkilometern und 29.388 Einwohnern und 43 Gemeinden.
Mit der Verordnung über den Sitz und die Bezirke der Amtsgerichte vom 3. April 1909 gingen die Gemeinden Hohengöft, Knörsheim, Krastatt, Rangen und Zehnacker aus dem Sprengel des Amtsgerichts Zabern in den Sprengel des Amtsgerichts Wasselnheim über.
Nach der Abtretung Elsass-Lothringens an Frankreich nach dem Ersten Weltkrieg wurde das Amtsgericht Zabern als „Tribunal cantonal Saverne“ weitergeführt. Im Zweiten Weltkrieg wurde 1940 von der deutschen Besatzungsmacht die vorgefundene Gerichtsstruktur unter Verwendung deutscher Ortsnamen und Behördenbezeichnungen, hier also wieder als Amtsgericht Zabern, fortgeführt. Heute besteht das Tribunal d’instance de Saverne. Es ist in einem Nebengebäude des Landgerichts (Tribunal de grande instance de Saverne) untergebracht.